# Tanbo art

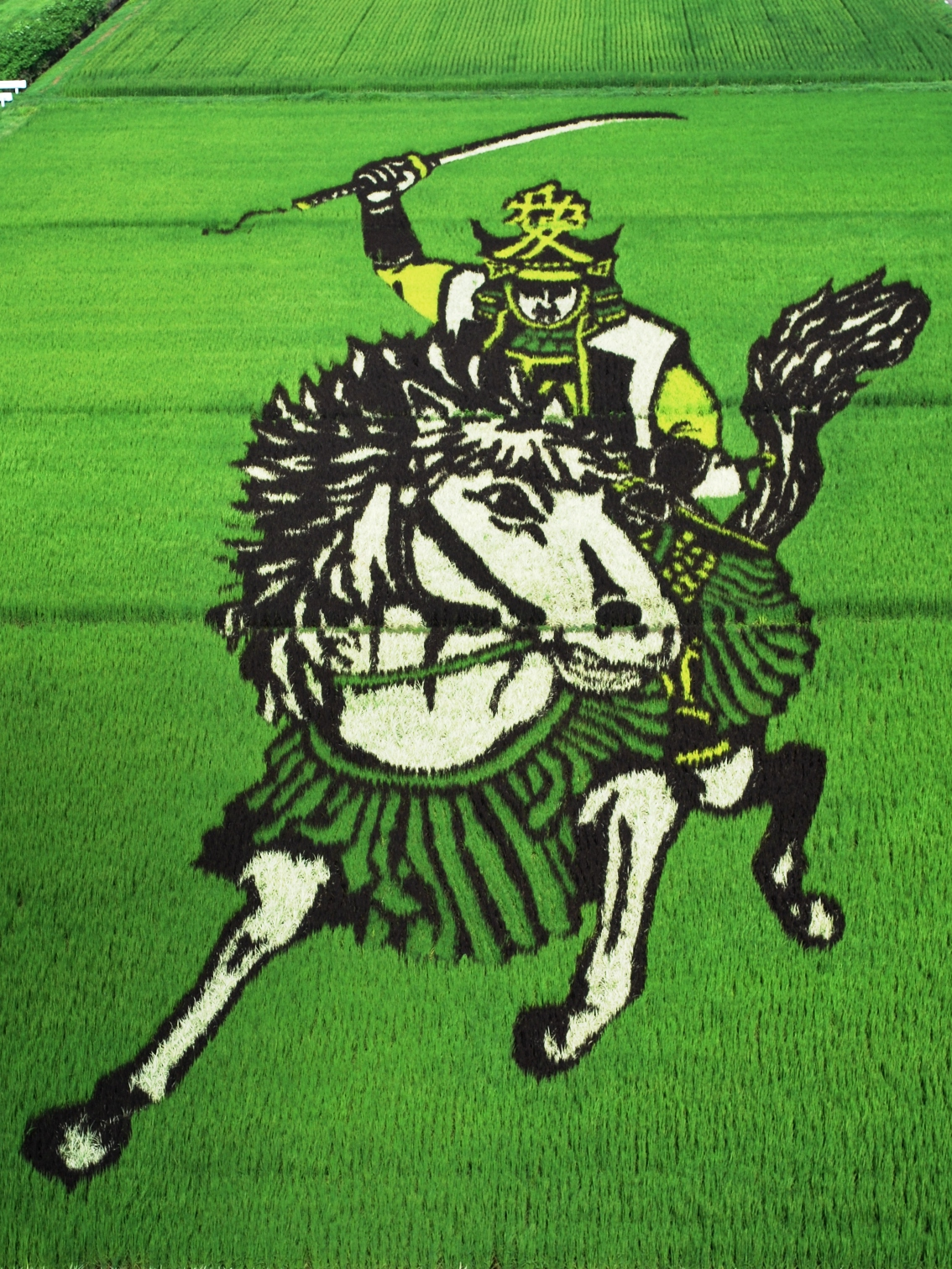
Tanbo art de um samurai da era Segoku (tema de 2009)

Tanbo art (田んぼアート Tanbo āto) é o uso artístico de um arrozal que é convertido em uma tela e no qual mudas de arroz de várias cores são cultivadas seletivamente, resultando em uma composição que lembra uma pintura em grande escala que pode ser visto do alto.
Esta técnica é promovida desde 1993 na aldeia Inakadate, distrito de Minamitsugaru, prefeitura de Aomori, como um projeto para revitalizar o turismo local, usando uma técnica especial de cultivo de mudas de arroz em diferentes tonalidades para gerar a tela. O sucesso da técnica tem levado à criação de novos temas anualmente; como outras cidades, eles decidiram aplicar esta arte para fins turísticos.
Em Inadakate, um arrozal de 1,5 hectare está disponível exclusivamente para a confecção e o processo de cultivo é feito com dois tipos especiais de arroz (arroz claro e arroz escuro), que se combinam para gerar o efeito de pintura. O cultivo é patrocinado pela secretaria municipal da aldeia e é responsável pelas visitas anuais à plantação de arroz. Em 2007, cerca de 240.000 pessoas visitaram este campo de arroz.

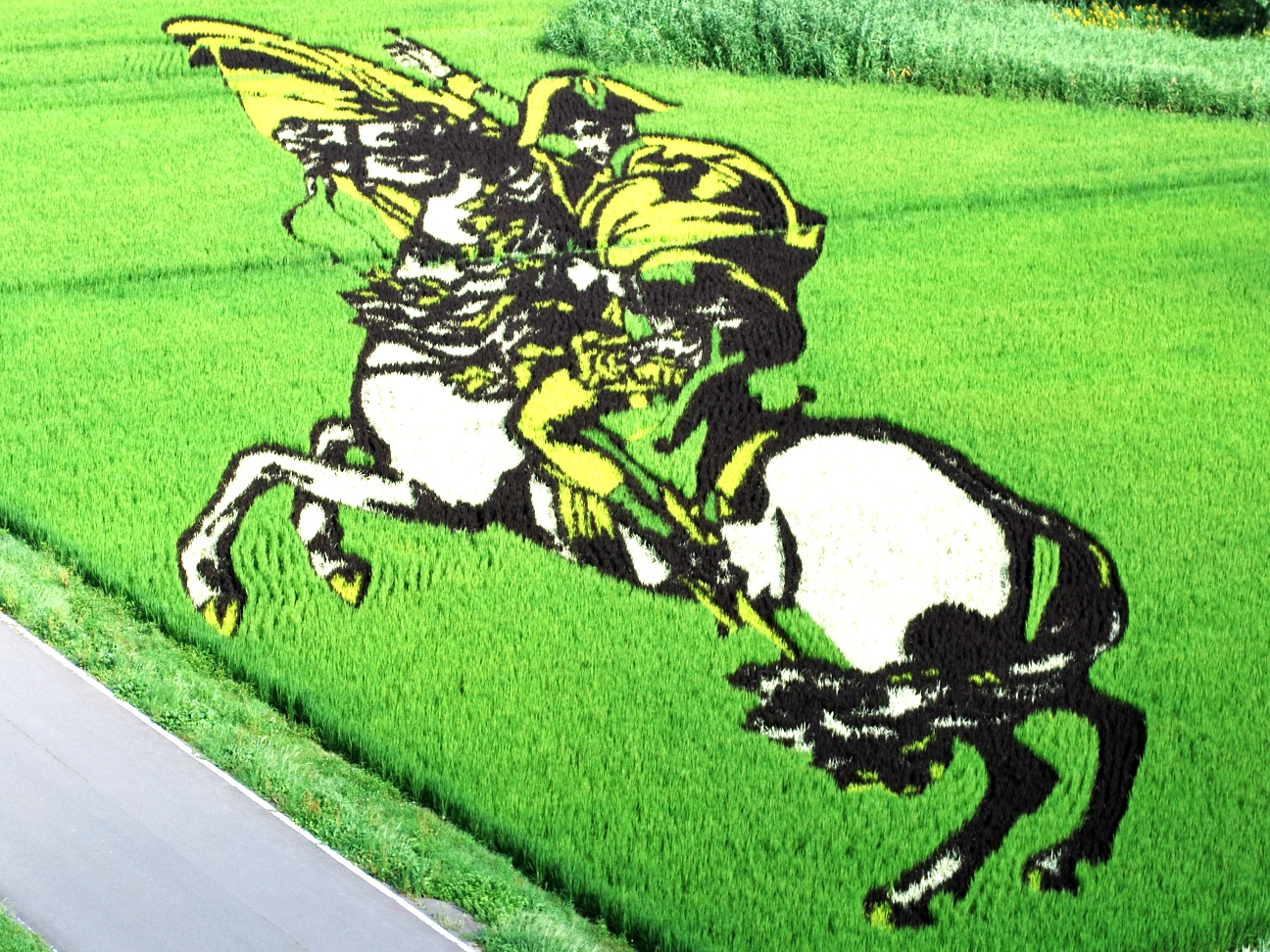
Tanbo art: Napoleão Cruzando os Alpes de Jacques-Louis David (tema de 2009)

## Temas anuais
- 2003: Mona Lisa de Leonardo da Vinci
- 2004: Gravuras de Shikō Munakata
- 2005: Gravuras de Sharaku y de Utamaro
- 2006: Fūjin e Raijin de Tawaraya Sōtatsu
- 2007: A Grande Onda de Kanagawa y Fuji vermelho de Katsushika Hokusai
- 2008: Ebisu e Daikoku
- 2009: Napoleão cruzando os Alpes, de Jacques-Louis David, e Samurai da era Sengoku
- 2010: Militares do Período Heian na batalha de Koromogawa, Minamoto no Yoshitsune e Benkei
- 2011: Conto do Cortador de Bambu
- 2012: Kanō Hōgai - «Hibo Kannon (‘Mãe Misericordiosa’) e Acala»: os Sete Deuses da Sorte
- 2013: Gueixa e Marilyn Monroe, Ultraman
- 2014: Mulher-cisne, Monte Fuji y Sazae-san
- 2015: ... E o Vento Levou, Star Wars[1]
- 2016: Shin Godzilla,[2] Ishida Mitsunari e Sanada Masayuki de “Sanadamaru”, drama japonês de 2016 da NHK[1]
- 2017: Yamata no Orochi contra Susanoo-no-mikoto, Momotarō[1]
- 2018: Férias em Roma, Osamu Tezuka, o ilustrador de Astro Boy

## Produção
Em abril de cada ano, os moradores se reúnem para decidir o que plantar a cada ano. Antes de plantar, os agricultores fazem projetos de computador para descobrir onde e como plantar o arroz. Em 2007, 700 pessoas ajudaram a plantar arroz. Em Inadakate, os campos usados são de aproximadamente 15.000 metros quadrados. Isso é possível graças aos acordos feitos com os proprietários que permitem que seus campos sejam usados para criar essas imagens.